# جلبک قرمز
جلبک قرمز یکی از قدیمی‌ترین گروه‌های جلبک‌های یوکاریوت است که با وجود ۵٫۰۰۰ تا ۶٫۰۰۰ گونه از بزرگ‌ترین گروه‌ها می‌باشد. این گروه از چندسلولی‌های هستند که در اقیانوس‌ها رشد می‌کنند و بخش قابل توجهی از این گروه را جلبک دریایی تشکیل می‌دهد. منابع قابل توجه دیگری نیز وجود دارند که تعداد گونه‌های این گروه را تا ۱۰٫۰۰۰ گونه می‌دانند.
جلبک‌های قرمز گروه بزرگی را تشکیل می‌دهند و تقریباً همۀ آن‌ها به استثنای چند نمونه، دریازی هستند و در اعماق دریا جایی که نور و روشنایی کمتر باشد، یافت می‌شوند. جلبک‌های قرمز تقریباً ظاهری شبیه به گیاهانی دارند که می‌توانند در نور بسیار کم یا تاریکی هم فتوسنتز کنند.
جلبک‌های قرمز دارای مشخصات و ویژگی‌های برجسته‌ای هستند که از آنها می‌توان به وجود سلول‌های یوکاریوتی بدون وجود تاژک و میانک، استفاده از نشاسته فلوریدن به عنوان غذا، استفاده از فیکوبیلی پروتئین در رنگدانه‌ها (که موجب قرمز شدن رنگ آنها می‌شود) و انجام فتوسنتز بدون داشتن شبکه آندوپلاسمی خارجی اشاره نمود. اکثر جلبک‌های قرمز علاوه بر پرسلولی بودن، میکروسکپی و دریایی می‌باشند و از تولید مثل جنسی استفاده می‌کنند.
برخی از گونه‌های جلبک‌های قرمز در دیواره خود رسوب فراوانی از کربنات کلسیم ایجاد می‌کنند و شکلی آهکی به خود می‌گیرند. رنگینه‌های جلبک‌های قرمز شامل مقدار زیادی «فیکواریترین» (رنگ قرمز) است که با رنگینه‌های دیگر، رنگ این جلبک را قرمز می‌سازد. البته نباید فراموش کرد که رنگ این جلبک‌ها همیشه قرمز نیست و به علت وجود رنگینه‌های مختلف دیگر مانند قهوه‌ای، سیاه یا سبز و آبی با طرح‌های گوناگون دیگری از این رنگ‌ها دیده می‌شود. جلبک‌های قرمز از نظر پیچیدگی و تکامل دستگاه‌های رویشی به پای جلبک‌های قهوه‌ای نمی‌رسند اما برخی از این جلبک‌ها از نظر تولیدمثل جنسی و چرخه زندگی بسیار پیچیده هستند و می‌توان گفت که از این جهت به پیشرفت‌های تکاملی بیشتری نسبت به جلبک‌های قهوه‌ای رسیده‌اند.